# Колосеум
Колосеум, изворно назван „Флавијев амфитеатар“, је амфитеатар у Риму. Изграђен од бетона и песка, он је највећи амфитеатар икад изграђен. Колосеум је лоциран непосредно источно од Римског форума. Грађевина је коришћена у древном Риму као место за јавне спектакле. Ови спектакли су варирали од дуела гладијатора, гладијатора и животиња (медведи, крокодили, лавови итд.) до симулације историјских битака и егзекуција. Здање су конструисали цареви Флавијевске династије, након владавине Нерона. Колосеум је стога био познат као Флавијев амфитеатар, по династији императора Флавија. Изградња Колосеума је започета 72. године н.е. за време владавине првог члана династије, Веспазијана, а завршена је од стране његовог сина и наследника Тита, 80. године н.е. Према неким изворима потребна средства за такав пројекат су скупљена из многобројних ратова и из опсаде Јерусалима и Јеврејског устанка 70. године н.е. Даље модификације су извршене током владавине Домицијана(81–96).
Колосеум је највећи амфитеатар на свету и према одређеним проценама могао је да прими између 50 и 80 хиљада људи, док је у просеку имао око 65.000 публике. Локација на којој се налази амфитеатар је крајње карактеристична. Након великог пожара 69. године н.е. последњи члан династије Клаудије-Јулије, Нерон је заузео опустошену област и саградио велику палату са баштама-Домус Ауреа, која се простирала на читавих 1,2 km². Овај комплекс је имао и вештачко језеро, а након Неронове смрти на месту где се налазило језеро је саграђен Колосеум. Неки сматрају да је то био симболичан гест да се народу врати оно што је Нерон присвојио за своју личну употребу. Ово је уједно и разлог из ког се римски амфитеатар налази у центру града, а не на периферији.
Године 217, Колосеум бива тешко оштећен у пожару који је највероватније био изазван ударом грома. Грађевина није била у потпуности обновљена све до 240. године. Колосеум је прошао кроз бројне рестаурације све док коначно није изгубио своју сврху. Последње гладијаторске борбе се помињу око 435. године, али се организовани ловови на животиње настављају до 523. године. У шестом веку мала црква је саграђена у арени, а сама арена је била коришћена као гробље. До 12. века велики празан простор који се налазио испод трибина, на којима су некада седели гледаоци, је претворен у продавнице и места за становање. Колосеум је био коришћен и као замак до 1349. године када је грађевина оштећена у великом земљотресу. Касније се чак и један верски ред уселио у Колосеум и заузимао један део грађевине све до краја 19. века. Како је време одмицало, са некада славног Колосеума су скидани делови грађевине који су се на другим местима користили као грађевински материјал. Фасада ове грађевине је обновљена 1807. и 1827. године, а унутрашњост је преуређена 1831, 1846, и 1930. године док је тек за време владавине Бенита Мусолинија арена у потпуности истражена.
Иако је делимично уништен због оштећења изазваних земљотресима и пљачкашима камена, Колосеум је још увек иконски симбол Римског царства. Он је један најпопуларнијих туристичких атракција у Риму, а исто тако је повезан са Римокатоличком црквом, пошто сваког Великог петка Папа предводи бакљама осветљен процесију „Пута Крста” која почиње у области око Колосеума.
Дана 7. јула 2007. проглашен је као једно од нових седам светских чуда. Колосеум је исто тако приказан на Италијанској верзији кованице од пет центи.
Колосеум има троспратну фасаду. Приземље је урађено у дорском стилу. Први спрат у јонском. Други у коринтском. Тачно је поштован ред настајања ових стилова у Грчкој. И последњи, трећи спрат, украшен је пиластрима (декоративним елементима).

## Име
Колосеумско оригинално латинско име је било Amphitheatrum Flavium, што се често англикује као Flavian Amphitheatre. То име се још увек користи у модерном енглеском, мада је структура боље позната као Колосеум. Претпоставља се да су у античка времена Римљани називали Колосеум незваничним именом Amphitheatrum Caesareum (при чему придев Caesareum одражава титулу Цезара), мада је могуће да је тај назив био стриктно поетски пошто није био ексклузиван за Колосеум; Веспазијан и Тит, градитељи Колосеума, су исто тако конструисали један амфитеатер истог имена у Путеоли (модерном Поцуолију).

## Историја

### Изградња, инаугурација и римска реновирања
Изабрана локација била је равна површина ниске долине између брежуљака Целио, Есквилин и Палатин, кроз коју је текао каналисани поток. До 2. века п. н. е. ова област је била густо насељена. Она је била опустошена Великим римским пожаром из 64. године, након чега је Нерон запленио велики део подручја и додао га свом личном домену. Он је изградио грандиозну Домус Ауреа на том месту, испред које је направио вештачко језеро окружено павиљонима, баштама и тремовима. Постојећи аквадукт Аква Клаудија је продужен да напаја водом ову област и гигантски бронзани Колос Нерона је подигнут у близини на улазу у Домус Ауреа. Мада је Колос очуван, највећи део Домуса Ауреа је порушен. Језеро је било испражњено и затрпано, и простор је искориштен као локација за нови Флавијанов амфитеатар. Гладијаторске школе и друге помоћне зграде су изграђене у близини унутар некадашњег подручја Домус Ауреа. Одлука Веспасијана да изгради Колосеум на месту Нероновог језера може се сматрати популистичким гестом да се људима врати подручје града које је Нерон одвојио за своју властиту употребу. За разлику од многих других амфитеатара који су се налазили на периферији града, Колосеум је изграђен у центру града; тиме је стављен симболично и прецизно у срце Рима.
Изградња је финансирана богатим пленом из јеврејског храма након што је велика јеврејска побуна из 70. године довела до опсаде Јерусалима. Према реконструисаном натпису нађеном на локацији Колосеума, „цар Веспазијан је наредио да се овај нови амфитеатар подигне користећи његов удео плена.” Поред плена, процењује се да је око 100.000 јеврејских затвореника доведено у Рим након рата, и да су многи допринели масовној радној снази потребној за изградњу. Робови су кориштени за физичке послове, као што је рад у каменоломима у Тиволију где је травертин ископаван, и за подизање и транспорт камених блокова 20 mi (32 km) од Тиволија до Рима. Поред овог слободног извора неквалификоване радне снаге, тимови професионалних римских градитеља, инжењера, уметника, сликара и декоратера обављали су специјализованије задатке неопходне за изградњу објекта. Колосеум је изграђен од неколико различитих материјала: дрвета, кречњака, туфа, плочица, цемента и малтера.
Изградња Колосеума је почела током владавине Веспазијана око 70–72 године (73–75 године према неким изворија). Колосеум је био завршен до трећег спрата у време Веспазијанове смрти 79. године. Горњи спрат је завршио његов син, Тит, 80. године, инаугуралне игре су одржане 80. или 81. године. Касије Дион наводи да је преко 9.000 дивљих животиња убијено током инаугуралних игара амфитеатра. Комеморативна кованица је издата за обележавање инаугурације. Грађевина је била додатно ремоделована под Веспазијановим млађим сином, новоименованим царом Домицијаном, који је изградио хипогеј, серију подземних тунела који су кориштени за смештај животиња и робља. Он је исто тако додао галерију на врх Колосеума да би повећао његов капацитет седишта.
Године 217, Колосеум је у знатној мери оштећен великим пожаром (узрокованим громом, који је према Диону Касију) уништио ентеријер амфитеатра на горњим дрвеним нивоима. Објекат није био у потпуности обновљен до око 240. године, а додатне поправке су изведене 250. или 252, и поново 320. године. Борбе гладијатора се први пут помињу око 435. године. Према подацима са натписа спроведене су обнове разних делова Колосеума под Теодосијем II и Валентинијаном III (владао 425–455), вероватно да би се поправила оштећења узрокована великим земљотресом из 443. године; додатни радови су спроведени 484. и 508. године. Са употребом арена за такмичења је настављено у дубоко у 6. век. Лов на животиње се наставио бар до 523, кад је Аниције Максим прослављао свој конзулат ловом на звери у арени, што је краљ Теодорих Велики критиковао због високих трошкова.

## Значај за хришћанство
Хришћани генерално сматрају Колосеум местом страдања великог броја верника током прогона хришћана у Римском царству, као што о томе сведочи црквена историјска традиција. За разлику од тога, други научници верују да се највећи део страдања вероватно догодио на другим местима у граду Риму, а не у самом Колосеуму, наводећи недостатак још увек нетакнутих физичких доказа или историјских записа. Ови научници тврде да су „неки хришћани убијени као обични криминалци у Колосеуму - њихов злочин је било одбијање да поштују римске богове”, али је већина хришћанских мученика из ране цркве погубљена због своје вере у циркусу Максимусу. Према Иринеју Лионским (умро око 202. године), Игњатије Богоносац је преминуо као храна за лавове у Риму око 107. године, и мада Иринеј не каже да се то догодило у Колосеуму, догађај се по традицији приписује том месту.
У средњем веку, Колосеум није сматран монументом, и кориштен је како то неки модерни извори означавају као „каменолом”, те је камен из Колосеума узиман за изградњу других светих локација. Ова чињеница је кориштена у подршци тврдње да је у време када су места повезана са мученицима била високо поштована, Колосеум није био третиран као свето место. Он није био укључен у маршруте припремљене за потребе ходочасника, нити у радовима као што је дванаестовековно издање рада Mirabilia Urbis Romae („Чуда града Рима”), у коме се наводи да је циркус Фламинија – а не Колосеум – био поприште мучеништва. Део структуре је био насељен хришћанским религиозним редом, али није познато да ли је то било из било каквог одређеног религиозног разлога.
За папу Пија V (1566–1572) се каже да је препоручивао да ходочасници прикупљају песак из арене Колосеума, јер је могао да послужи као реликвија, на бази тога што је био натопљен крвљу мученика, иако се део његових савременика није слагао са овим његовим гледиштем. У следећем веку Фјораванти Мартинели је навео Колосеум на врху свог списка места светих мученицима у својој књизи из 1653. године Roma ex ethnica sacra (Рим паганских обреда). Мартинелијева књига је евидентно имала утицаја на јавно мњење; у одговору на предлог кардинала Алтиерија неколико година касније да се Колосеум претвори у арену за борбу бикова, Карло Томаси је објавио протестни памфлет у коме означава предлог као чин скрнављења. Контроверза која је уследила убедила је папу Климента X да затвори спољашње аркаде Колосеума и да га декларише светилиштем.
На инсистирање светог Леонарда од Порт Мориса, папа Бенедикт  (1740–1758) забранио је одвлачење камена из Колосеума и подигао је стражарнице око арене, које су се задржале до фебруара 1874. Бенедикт Џозеф Лабре је провео касније године свог живота унутар зидова Колосеума, живућу од помана, док није преминуо 1783. године. Неколико папа је у 19. веку спонзорисало поправку и рестаурацију Колосеума. Хришћански крст стоји у Колосеуму, са плакетом на којој је наведено:
Овај амфитеатар, једном посвећен тријумфима, забавама и безбожном обожавању паганских богова, сада је посвећен страдањима мученика прочишћених од безбожног сујеверја.
Други хришћански крстови стоје на неколико места око арене и сваког Великог петка папа предводи богослужење кружног пута до амфитеатра.